# Walter Arno Mannheimer
Walter Arno Mannheimer (Rio de Janeiro, 01 de janeiro de 1932 - Rio de Janeiro, 18 de setembro de 2024) foi um engenheiro químico brasileiro.
Formado em engenharia química pela Universidade Federal do Rio de Janeiro, em 1953. Obteve o mestrado em engenharia metalúrgica em 1955 e um doutorado em ciência dos materiais em 1967, ambos pela Universidade Carnegie Mellon.